# Mollenard
Mollenard és una pel·lícula dramàtica francesa del 1938 dirigida per Robert Siodmak i protagonitzada per Harry Baur, Gabrielle Dorziat i Pierre Renoir. També era conegut per els títol alternatius de Hatred i Capitaine Corsaire. Els decorats de la pel·lícula van ser dissenyats per Alexandre Trauner. Es basa en la novel·la homònima de l'escriptor belga Oscar-Paul Gilber. La trama de la pel·lícula es divideix bruscament en meitats, la primera un thriller d'acció ambientada a la Xina, mentre que la segona és un drama social amb el personatge principal que lluita per fer front al que considera l'atmosfera sufocant del seu port natal a França.
La pel·lícula es va rodar als Estudis Joinville de París i en exteriors. Es va planificar una versió en anglès protagonitzada per Victor McLaglen i Ruth Chatterton, però mai es va fer.

## Argument
El capità Mollenard és un comandant d'un vaixell mercant, gairebé corsari, que surt de Dunkerque. Quan els propietaris del vaixell descobreixen que Mollenard ha estat venent armes pel seu compte, van decidir suspendre'l durant sis mesos. Això horroritza la seva dona i els seus fills que s'han acostumat a les seves llargues absències. Mollenard s'assabenta de la seva suspensió mentre està a Xangai, on ell i el seu adjunt Kerrotret intenten descarregar la seva última càrrega d'armes. S'enreden amb un criminal despietat i traïdor Bonnerot i el seu principal secuaç Frazer. Tot i que aconsegueixen ferir Bonnerot, aquest es venja fent que els seus homes plantin un artefacte explosiu cronometrat a bord del vaixell de Mollenard.
Quan el dispositiu inicia un incendi, Mollenard i els seus homes abandonen el vaixell, i tornen a França es troben que ara estan sent aclamats com a herois. L'empresa, per assegurances, ha de jugar amb el nou estatus de Mollenard i ha de plantejar-se donar-li un nou vaixell. Mollenard causa una gran ofensa als respectables membres de la ciutat després del seu retorn, i l'odi de la seva dona cap a ell es fa més fort. Mollenard pateix sobtadament un col·lapse de la seva salut i passa cada cop més sota el domini de la seva dona, fins al punt que es planteja matar-se. Quan Kerrotret està donant el comandament d'un nou vaixell en lloc de Mollenard, ell i la tripulació el rescaten de la casa de Mollenard i el porten a la mar perquè pugui morir on li correspon.

## Recepció
A França, la pel·lícula va rebre una acollida generalment forta per part de la crítica. Va ser particularment popular entre els partidaris d'esquerra del Front Popular que van celebrar el seu atac a la respectable societat francesa de classe mitjana. Quan la pel·lícula es va estrenar als Estats Units el 1941, les crítiques van ser molt més dures. Variety la va descriure com "un estudi de caràcter monòton i cansat d'un home i una dona que s'odien".
La pel·lícula no va ser un èxit comercial. Siodmak va seguir amb la noirish Pièges, que va sortir bé a taquilla.<ref>Bock & Bergfelder p.447</ ref>

## Repartiment
- Harry Baur com el capità Mollenard
- Pierre Renoir com a Bonnerot
- Albert Préjean com a Kerrotret
- Gabrielle Dorziat com a Mme. Mollenard
- Gina Manès com a Marina
- Marta Labarr com a Betty Hamilton
- Ludmilla Pitoëff com a Marie Mollenard
- Foun-Sen com La chinoise
- Liliane Lesaffre com a L'entraîneuse
- Marcel Dalio com a Happy Jones
- Jacques Louvigny com a Truffier
- Robert Lynen com a Jean Mollenard
- Arthur Devère com a Joseph
- Maurice Baquet com a Le Joueur D'Harmonica
- Jean Clarens com a Le Lieutenant
- Robert Seller com a Le préfet
- Tran-Van com tu
- Georges Vitray com a Firmin
- Walter Rilla com a Frazer
- Jacques Baumer com a Le secrétaire général
- Lucien Coëdel com a Le bosco
- Roger Legris com a Le radio
- Armand Lurville com a Dubailly d'Elbeuf
- Georges Mauloy com a L'abbé Mangin
- Marcel Melrac com a Homme d'equip
- Pierre Sergeol com a Fourcade
- Marcel Pérès com a Homme d'equip
- Pierre Labry
- Ky Duyen
- Rodolphe Marcilly
- Habib Benglia